# Colin Dickinson
Colin Healey Dickinson (* 14. Oktober 1931 in Wanganui; † 9. August 2006) war ein neuseeländischer Radrennfahrer.

## Sportliche Laufbahn
Dickinson war im Bahnradsport aktiv. Er war Teilnehmer der Olympischen Sommerspiele 1952 in Helsinki. Im Tandemrennen schied er mit seinem Partner Malcolm Simpson im Viertelfinale aus. Im Sprint schied er im Vorlauf gegen Béla Szekeres aus.
Bei den Commonwealth Games 1954 wurde er 6. im 1000-Meter-Zeitfahren.